# WWF Jugend

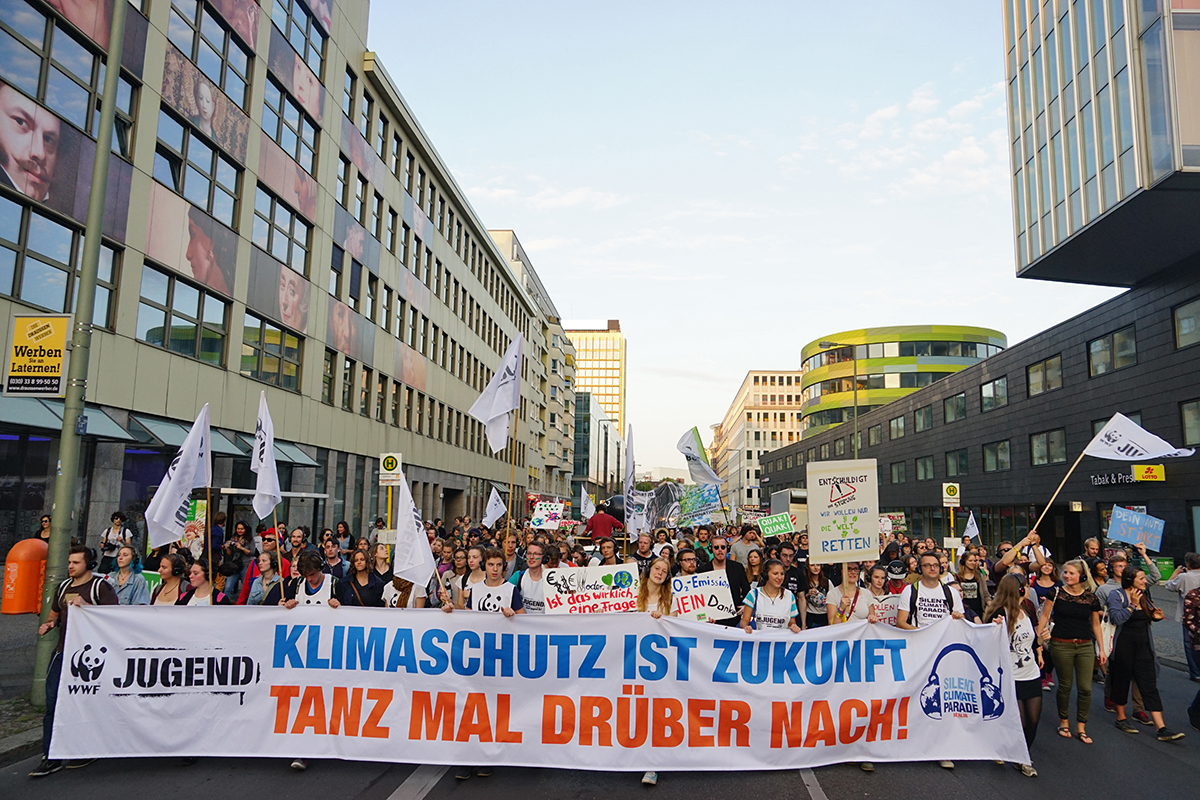
WWF Jugend auf der SCP 2015

Die WWF Jugend ist ein ökologischer Jugendverband des WWF Deutschland. Er existiert seit 2009 und richtet sich an Jugendliche ab 13 Jahren. Nach Angaben des WWF Deutschland hat die WWF Jugend derzeit 5.500 Mitglieder. Ziel der WWF Jugend ist es, Jugendliche für Natur- und Umweltschutz zu sensibilisieren. Neben der WWF Jugend existieren Programme für Kinder bis sieben und ab acht Jahren („Lilu Panda“ und „Young Panda“).

## Organisationsstruktur
Die WWF Jugend wurde im April 2009 in Form einer Online-Community ins Leben gerufen. Auf einer Website konnten Jugendliche von 14 bis 24 Jahren Informationen zu Natur- und Umweltschutz abrufen und sich mit Freunden vernetzen. Nach offiziellen Angaben meldeten sich bis Ende 2009 über 2.400 Interessenten auf dem Portal an, davon 1.400 auch als Fördermitglieder des WWF Deutschland. Im ersten Jahr sind außerdem rund 800 Jugendliche von Young Panda zur WWF Jugend gewechselt.
Erwachsene können Jugendliche im Rahmen einer „Fördermitgliedschaft“ bei der WWF Jugend anmelden. Mit einer monatlichen Spende unterstützen sie die Arbeit des WWF Deutschland. Neben Einladungen zu Natur- und Erlebnis-Camps in Deutschland und Europa erhalten sie beispielsweise viermal im Jahr das WWF Jugend Magazin. Im Gegensatz zu anderen Jugendverbänden von Natur- und Umweltschutzorganisationen, wie zum Beispiel der BUNDjugend, der Greenpeace-Jugend oder der Naturschutzjugend, ist die WWF Jugend auf lokaler Ebene lediglich in Landesgruppen organisiert. Als zentrale Plattform zur Organisation von Treffen, Projekten und Aktionen dient die Online-Community der WWF Jugend. Jugendliche können sich bundesweit bei der WWF Jugend engagieren. Mitglieder engagieren sich im sogenannten „Redaktions- und Aktionsteam“ sowie dem im Dezember 2022 ins Leben gerufenen Awareness-Team. Zusammen mit dem WWF plant das Aktionsteam Aktionen, während die Redaktion mit Aufgaben der Öffentlichkeitsarbeit betraut ist.

## Öffentlichkeitsarbeit
Wichtiger Bestandteil der Öffentlichkeitsarbeit der WWF-Jugend ist der gleichnamige Webauftritt. Der WWF Deutschland bezeichnet diese Webpräsenz als die „erste deutschsprachige Umweltcommunity für Jugendliche“. Sie gliedert sich in vier Bereiche: Informationen über Projektaktivitäten des WWF, deren Hintergründe und konkrete Projektarbeit, ferner über die Kampagnen der WWF-Jugend und gewünschte Mitwirkungsmöglichkeiten. Es werden Informationen über Formen umweltbewusster Alltagsgestaltungen am Beispiel von Energieeinsparung oder Bio-Lebensmitteln dargestellt. Im vierten Bereich befinden sich Diskussionsforen, Blogs und Benutzerprofile der Mitglieder. Die Online-Kommunikation wird von den Mitarbeitern des WWF Deutschland sowie von ehrenamtlichen Redakteuren der WWF-Jugend redigiert und administriert.

## Kampagnen
Die WWF Jugend möchte die „biologische Vielfalt der Erde erhalten“, „die nachhaltige Nutzung natürlicher Ressourcen erreichen“ und die „Umweltverschmutzung und schädliches Konsumverhalten eindämmen“. Zu diesem Zweck können sich Mitglieder der WWF Jugend an Kampagnen des WWF Deutschland beteiligen, wobei häufig auch an internationale Aktivitäten des WWF angeknüpft wird. Außerdem können Jugendliche eigene Aktionen und Veranstaltungen entwickeln. Sie werden in der Online-Community vorgestellt und bei entsprechendem Interesse mit Unterstützung der hauptamtlichen Mitarbeiter des WWF Deutschland umgesetzt. Besonders aktive Mitglieder konnten als sogenannte „Aktionsteamer“ koordinierende Aufgaben übernehmen und Kampagnen organisieren. Auf sie gehen jährlich Dutzende Aktionen auf nationaler und auch internationaler, aber auch regionaler Ebene zurück.
Zu den ersten Aktivitäten der WWF Jugend gehörte eine Expedition in den tropischen Regenwald der Zentralafrikanischen Republik. 2009 waren drei Jugendliche im Dzanga-Sangha-Schutzgebiet unterwegs, um die Öffentlichkeit für die Bedrohung des Regenwaldes durch Abholzung und Wilderei zu sensibilisieren. 2010 berichteten Jugendliche aus dem Fernen Osten Russlands, wo der Sibirische Tiger lebt. 2010 organisierte die WWF Jugend außerdem eine Reise in die Ammer-Region.
2012 und 2013 organisierten Mitglieder der WWF Jugend die sogenannten „Fahrradstaffeln“. Die Fahrradtouren führten quer durch Deutschland von Flensburg bis nach Freiburg im Breisgau. Die Jugendlichen wollten damit insbesondere auf umweltbewusstes Reisen und nachhaltige Mobilität aufmerksam machen. Zu den regelmäßig stattfindenden Aktionen der WWF Jugend zählt außerdem die Schülerakademie „2°Campus“. Seit 2012 arbeitet jedes Jahr eine Gruppe ausgewählter Jugendlicher mit wissenschaftlicher Unterstützung an Lösungen, die globale Erwärmung auf zwei Grad Celsius zu beschränken. Die Schülerakademie wurde mehrfach mit dem Qualitätssiegel „Werkstatt N“ des Rats für Nachhaltige Entwicklung ausgezeichnet.
Weitere Projekte der WWF Jugend beschäftigen sich beispielsweise mit dem Thema Wilderei, der Verschmutzung der Ozeane durch Plastikmüll in den Ozeanen, der Ansiedlung von Wölfen in Deutschland oder den Gefahren einer Überfischung der Meere. Von ihrer Gründung 2009 bis zum Jahr 2014 hat die WWF Jugend insgesamt 10.000 Unterschriften für den Tiger gesammelt und dafür gesorgt, dass über 65.000 Bäume auf Sumatra gepflanzt wurden. Die WWF Jugend ist außerdem immer wieder auf UN-Klimakonferenzen aktiv. 2015 drehten sich die Aktivitäten der WWF Jugend vor allem um die Klimakonferenz in Paris, die Bedrohung des Amazonas und die Handelsabkommen CETA und TTIP. Zu den jüngsten Aktionen der WWF Jugend zählen die Kampagne „Luchs-Verbündete“, mit denen die Organisation gegen die Jagd auf Luchse eintritt, sowie die 2017 stattfindenden „Change Days“.